# 福氏粗鰭魚
福氏粗鰭魚為輻鰭魚綱月魚目粗鰭魚科的其中一種，分布於東太平洋區，從美國加州至智利海域，為深海魚類，棲息深度300-600公尺，體長可達143公分，屬肉食性，以烏賊及小魚等為食。